# Coupe d'Allemagne féminine de football 2020-2021
Navigation
Édition précédente Édition suivante
Le DFB-Pokal Frauen 2020-2021 est la 41e édition de la Coupe d'Allemagne féminine.
Il s'agit d'une compétition à élimination directe ouverte aux clubs évoluant cette saison ou ayant évolué la saison passée en Frauen-Bundesliga ou 2. Frauen-Bundesliga ainsi qu'aux vainqueurs de coupes régionales de la saison précédente. Elle est organisée par la Fédération allemande de football (DFB).
La finale a lieu le 30 mai 2021 au RheinEnergieStadion à Cologne ; elle est remportée par le VfL Wolfsburg face à l'Eintracht Francfort après prolongation.

## Calendrier de la compétition
| Tour                                                                                   | Nom                 | Dates retenues                             | Équipes participantes | Équipes restantes |
| -------------------------------------------------------------------------------------- | ------------------- | ------------------------------------------ | --------------------- | ----------------- |
| 1                                                                                      | Premier tour        | Les 19 septembre 2020 au 20 septembre 2020 | 40                    | 20                |
| (entrée en lice des douze équipes de Frauen-Bundesliga 2019-2020) plus les deux promus |                     |                                            |                       |                   |
| 2                                                                                      | Deuxième tour       | Les 31 octobre 2020 au 1er novembre 2020   | 32                    | 16                |
| 3                                                                                      | Huitièmes de finale | Les 5 décembre 2020 au 6 décembre 2020     | 16                    | 8                 |
| 4                                                                                      | Quarts de finale    | Les 20 mars 2021 et 21 mars 2021           | 8                     | 4                 |
| 5                                                                                      | Demi-finales        | Le 4 avril 2021                            | 4                     | 2                 |
| 6                                                                                      | Finale              | Le 29 mai 2021                             | 2                     | 1                 |

## Premier tour
Tirage au sort le 25 août 2020
| Date       | Club                     | Score              | Club                    |
| ---------- | ------------------------ | ------------------ | ----------------------- |
| 19.09.2020 | BSV Grün-Weiss Neukölln  | 0 - 9              | SV Meppen               |
| 20.09.2020 | Borussia Mönchengladbach | 0 - 5              | Werder Brême            |
| 26.09.2020 | SV 67 Weinberg           | 7 - 1              | SV Holzbach             |
| 26.09.2020 | Holstein Kiel            | 1 - 2              | SpVg Berghofen          |
| 26.09.2020 | FC Ingolstadt            | 3 - 2              | Würzburger Kickers      |
| 26.09.2020 | SV Gottenheim            | 3 - 6              | 1. FC Sarrebruck        |
| 26.09.2020 | SV Alberweiler           | 0 - 2              | SG 99 Andernach         |
| 26.09.2020 | FSV Gütersloh 2009       | 5 - 1              | Arminia Bielefeld       |
| 26.09.2020 | SSV Rhade                | 0 - 1              | Borussia Bocholt        |
| 27.09.2020 | SC Fortuna Cologne       | 3 - 0 ap           | FSV Babelsberg 74       |
| 27.09.2020 | RB Leipzig               | 2 - 0              | 1. FFC 08 Niederkirchen |
| 27.09.2020 | 1. FC Riegelsberg        | (1-1 ap) 4 - 5 tab | Karlsruher SC           |
| 27.09.2020 | SC Opel Rüsselsheim      | (0-0 ap) 5 - 4 tab | 1. FC Nuremberg         |
| 27.09.2020 | SV Budberg               | 0 - 3              | SV Henstedt-Ulzburg     |
| 27.09.2020 | TV Jahn Delmenhorst      | 8 - 1              | ATS Buntentor           |
| 27.09.2020 | VfL Bochum               | 3 - 0              | FC Viktoria 1889 Berlin |
| 27.09.2020 | 1. FFV Erfurt            | 3 - 1              | FC Phoenix Leipzig      |
| 27.09.2020 | TuS Wörrstadt            | 0 - 5              | SV Göttelborn           |
| 27.09.2020 | Rostocker FC             | 0 - 2              | Walddörfer SV           |
| 27.09.2020 | Magdebourg FFC           | forfait            | BV Cloppenburg .        |

1. ↑  Après s'être retiré pour cause de faillite, BV Cloppenburg n'a pas disputé son match de premier tour, Magdebourg FFC est qualifié directement pour le tour suivant[4].

## Deuxième tour
Les douze  équipes de 1. Frauen-Bundesliga de la saison passée font leur entrée dans la compétition avec les deux promus.
Tirage au sort le 1er octobre 2020 .
| Date       | Club                | Score    | Club                |
| ---------- | ------------------- | -------- | ------------------- |
| 31.10.2020 | Magdeburger FFC     | 0 - 8    | FFC Turbine Potsdam |
| 31.10.2020 | VfL Bochum          | 0 - 11   | VfL Wolfsburg       |
| 31.10.2020 | Borussia Bocholt    | 0 - 3    | MSV Duisbourg       |
| 31.10.2020 | FSV Gütersloh 2009  | 3 - 2 ap | SG Essen-Schönebeck |
| 31.10.2020 | Karlsruher SC       | 0 - 8    | Eintracht Francfort |
| 31.10.2020 | SG 99 Andernach     | 3 - 1    | 1. FC Sarrebruck    |
| 31.10.2020 | SC Fortuna Cologne  | 0 - 2    | Werder Brême        |
| 01.11.2020 | RB Leipzig          | 4 - 1    | SpVg Berghofen      |
| 01.11.2020 | SV Henstedt-Ulzburg | 2 - 3    | SV Meppen           |
| 01.11.2020 | 1. FC Cologne       | 1 - 0 ap | Bayer 04 Leverkusen |
| 01.11.2020 | FC Carl Zeiss Iéna  | 0 - 2    | Bayern Munich       |
| 01.11.2020 | SC Opel Rüsselsheim | 0 - 11   | SC Fribourg         |
| 01.11.2020 | FC Ingolstadt       | 2 - 3 ap | TSG Hoffenheim      |
| 01.11.2020 | SV 67 Weinberg      | 5 - 0    | 1. FFV Erfurt       |
| 06.12.2020 | SV Göttelborn       | 1 - 4    | SC Sand             |
| 13.12.2020 | TV Jahn Delmenhorst | 1 - 2    | Walddörfer SV       |

## Huitièmes de finale
Tirage au sort le 8 novembre 2020 
| Date       | Club                | Score                | Club                |
| ---------- | ------------------- | -------------------- | ------------------- |
| 05.12.2020 | SV 67 Weinberg      | 1 - 9                | SC Fribourg         |
| 06.12.2020 | RB Leipzig          | 0 - 4                | Eintracht Francfort |
| 06.12.2020 | SG 99 Andernach     | 6 - 1                | FSV Gütersloh 2009  |
| 06.12.2020 | VfL Wolfsburg       | 3 - 1                | MSV Duisbourg       |
| 06.12.2020 | 1. FC Cologne       | 1 - 6                | TSG Hoffenheim      |
| 30.01.2021 | Walddörfer SV       | 0 - 13               | Bayern Munich       |
| 28.02.2021 | FFC Turbine Potsdam | 2 - 1                | SC Sand             |
| 28.02.2021 | Werder Brême        | (2 - 2 ap) 5 - 3 tab | SV Meppen           |

## Quarts de finale
Tirage au sort le 3 janvier 2021 
| Date       | Club            | Score | Club                |
| ---------- | --------------- | ----- | ------------------- |
| 18.03.2021 | TSG Hoffenheim  | 1 - 2 | Bayern Munich       |
| 20.03.2021 | VfL Wolfsburg   | 7 - 0 | Werder Brême        |
| 21.03.2021 | SG 99 Andernach | 1 - 7 | Eintracht Francfort |
| 21.03.2021 | SC Fribourg     | 6 - 3 | FFC Turbine Potsdam |

## Demi-finales
| Date       | Club                | Score | Club          |
| ---------- | ------------------- | ----- | ------------- |
| 03.04.2021 | Eintracht Francfort | 2 - 1 | SC Fribourg   |
| 04.04.2021 | VfL Wolfsburg       | 2 - 0 | Bayern Munich |

## Finale
| 30 mai 2021   | Eintracht Francfort | 0 - 1 ap        | VfL Wolfsburg  | RheinEnergieStadion, Cologne |  |
| 16 h 00 UTC+2 |                     | (0-0, 0-0, 0-0) | 119e Ewa Pajor |                              |  |
| 16 h 00 UTC+2 | Rapport             |                 |                |                              |  |